# Melodi Grand Prix
Melodi Grand Prix — ежегодный норвежский музыкальный конкурс, который является национальным отборочным туром к международному конкурсу песни «Евровидение». Организуется норвежской общественной телерадиовещательной корпорацией NRK.
Первый конкурс прошёл в 1960 году и с тех пор не проводился только три раза: в 1970, 1991 и 2002 годах. В трёх случаях победители конкурса выигрывали и «Евровидение»: это были группа Bobbysocks в 1985 году, группа Secret Garden в 1995 году и Александр Рыбак в 2009 году.
Хотя официально «Melodi Grand Prix» — название именно норвежского отборочного конкурса, в разговорной речи в Норвегии так могут называть фестиваль «Евровидение» целиком.

## История
Конкурс песни "Евровидение" начался 24 мая 1956 года в Лугано, Швейцария. Первым конкурсом с участием Норвегии был пятый, в 1960-м году. Первый «Melodi Grand Prix» состоялся 20 февраля в штаб-квартире NRK в Осло. Десять песен участвовали в полуфинале, состоявшемся 2 февраля на радио, где 5 лучших песен переходили в телевизионный конкурс. Однако их число было увеличено до 6 после того, как три песни заняли четвертое место. Победителем телевизионного конкурса стала песня "Voi Voi" в исполнении Норы Брокстедт. Брокстедт впервые выступила на "Евровидении" от Норвегии в Лондоне 29 марта и заняла четвёртое место. Брокстедт также победила на конкурсе в следующем году с песней "Sommer i Palma".
Melodi Grand Prix не проводился три раза. В 1970 году Норвегия не участвовала в конкурсе из-за бойкота скандинавскими странами системы голосования, которая привела к тому, что на конкурсе 1969 года первое место заняли четыре участника. В 1991 году конкурс был отменён после того, как NRK поняли, что качество конкурсных песен было слабым, и предпочла провести внутренний отбор, чтобы выбрать песню, которая поедет в Рим. Последний случай отсутствия «Melodi Grand Prix» произошёл в 2002 году, когда Норвегия была отстранена от участия в конкурсе 2002 года после того, как заняла последнее место в предыдущем году. «Melodi Grand Prix» 2020 года стал первым случаем, когда победитель не участвовал на "Евровидении", поскольку сам конкурс был отменён из-за пандемии COVID-19.